# Contessa (Paolo Pietrangeli)
Contessa è una canzone a sfondo politico composta da Paolo Pietrangeli, diventata poi una vera e propria colonna sonora del '68 italiano. Pietrangeli l'ha scritta ispirandosi a una conversazione "intercettata", in modo del tutto involontario, in un elegante caffè di Roma, nel quartiere Trieste,  vicino a casa sua.

## Descrizione
Contessa divenne negli anni seguenti una canzone popolare nella vera accezione del termine, cantata nei cortei e suonata nelle radio libere che sostenevano i movimenti che ruotavano attorno la sinistra extraparlamentare. Dalla canzone popolare riprende stile e andamento, nonché l'argomentare che propaganda il parallelismo tra lotte operaie e studentesche (una delle parole d'ordine dell'attività del movimento studentesco che nel 1969 va a saldarsi con il montante autunno caldo delle proteste operaie).

## Cover
Il pezzo è tornato in gran voga nelle manifestazioni di piazza degli anni novanta dopo che il gruppo dei Modena City Ramblers ne ha registrato una cover per l'album del 1994 Riportando tutto a casa. Mentre il ritornello è fedele alla versione originale di Pietrangeli, la melodia delle strofe di questa versione si ispira alle note di The Old Main Drag noto pezzo del gruppo folk irlandese The Pogues e l'intro strumentale è invece ripresa dal celebre brano della tradizione irlandese The Spanish Cloak (conosciuto anche come The Munster Cloak o An Fhalaigín Mhuimhneach).